# Pârâul Tulbure, Șoimu
Pârâul Tulbure (sau Râul Tulburelul) este un curs de apă, afluent al râului Șoimu.